# Herkules (második évad)
A Herkules című tévésorozat 2. évadának epizódjai

## Epizódok
| #   | Epizód eredeti címe        | Eredeti bemutató     | Epizód magyar címe    |
| --- | -------------------------- | -------------------- | --------------------- |
| 1.  | The King of Thieves        | 1995. szeptember 11. | A tolvajok királya    |
| 2.  | All That Glitters          | 1995. szeptember 18. | Minden, ami fénylik   |
| 3.  | What's in a Name?          | 1995. szeptember 25. | Kit takar a név?      |
| 4.  | Siege at Naxos             | 1995. október 2.     | Naxos ostroma         |
| 5.  | Outcast                    | 1995. október 9.     | A száműzött           |
| 6.  | Under the Broken Sky       | 1995. október 16.    | Törött ég alatt       |
| 7.  | The Mother of All Monsters | 1995. október 23.    | Minden szörnyek anyja |
| 8.  | The Other Side             | 1995. november 6.    | A másik oldal         |
| 9.  | The Fire Down Below        | 1995. november 13.   | Pokoli tűz            |
| 10. | Cast a Giant Shadow        | 1995. november 20.   | Az óriás árnyékában   |
| 11. | Highway to Hades           | 1995. november 27.   | Út Hádészhoz          |
| 12. | The Sword of Veracity      | 1996. január 15.     | Az igazmondás kardja  |
| 13. | The Enforcer               | 1996. január 22.     | A hóhér               |
| 14. | Once a Hero                | 1996. február 5.     | Volt egyszer egy hős  |
| 15. | Heedless Hearts            | 1996. február 12.    | Gondtalan szívek      |
| 16. | Let the Games Begin        | 1996. február 19.    | Kezdődhet a játék!    |
| 17. | The Apple                  | 1996. február 26.    | Az alma               |
| 18. | Promises                   | 1996. március 4.     | Az ígéret             |
| 19. | King for a Day             | 1996. március 18.    | Egynapos király       |
| 20. | Protean Challenge          | 1996. április 22.    | Proteuszi kihívás     |
| 21. | The Wedding of Alcmene     | 1996. április 29.    | Alkméné esküvője      |
| 22. | The Power                  | 1996. május 6.       | A hipnózis            |
| 23. | Centaur Mentor Journey     | 1996. május 13.      | Utazás a kentaurhoz   |
| 24. | Cave of Echoes             | 1996. június 24.     | Emlékek barlangja     |

## 02-01: A tolvajok királya
- Eredeti bemutató: 1995. szeptember 11.
- Írta: Doug Lefler
- Rendezte: Doug Lefler

Iolaus jóhiszeműen kel segítségére Autolycusnak öt támadóval szemben, ám Autolycus kereket old, otthagyva Iolaus kezében egy doboz ékszert, amit Menelaosz király kincstárából lopott. Mikor Herkules tudomására jut, hogy barátját letartóztatták és halálra ítélték, együttműködik Dircével, a király lányával és Iolaus ügyvédjével, hogy tisztára mossák Iolaus nevét. Herkules egy elhagyatott kastélyban szemtől szembe kerül Autolycusszal, a "tolvajok királyával", s megküzdenek egymással és számos veszéllyel. Végül, Herkulesnek sikerül megmentenie Iolaust a kivégzéstől.

## 02-02: Minden, ami fénylik
- Eredeti bemutató: 1995. szeptember 18.
- Írta: Craig Volk
- Rendezte: Garth Maxwell

A gyönyörű Voluptua arra kényszerítette a legendás Midász királyt, hogy építtesse meg az Aranyfogás hazárdjáték-palotát. Herkules és Salmoneous ellátogatnak a kastélyba, ahol korrupcióra és kapzsiságra bukkannak. Herkules a show részeként küzdelembe kényszerül egy csapat harcossal. Mikor Midász megenyhül, Voluptua csatlósa, Segallus durván elbánik vele és bebörtönzi. Hogy kiszabadíthassa a királyt és annak lányát, Flaxent, Herkules sorra győzi le ellenfeleit a bajvívóarénában, s végül Segallus is alul marad vele szemben. A diadal hatására a lakosok fellázadnak Voluptua ellen és lerombolják a palotát.

## 02-03: Kit takar a név?
- Eredeti bemutató: 1995. szeptember 25.
- Írta: Michael Marks
- Rendezte: Bruce Campbell

## 02-04: Naxos ostroma
- Eredeti bemutató: 1995. október 2.
- Írta: Darrell Fetty
- Rendezte: Stephen L. Posey

## 02-05: A száműzött
- Eredeti bemutató: 1995. október 9.
- Írta: Robert Bielak
- Rendezte: Bruce Seth Green

## 02-06: Törött ég alatt
- Eredeti bemutató: 1995. október 16.
- Írta: John Schulian
- Rendezte: James A. Contner

## 02-07: Minden szörnyek anyja
- Eredeti bemutató: 1995. október 23.
- Írta: John Schulian
- Rendezte: Bruce Seth Green

## 02-08: A másik oldal
- Eredeti bemutató: 1995. november 6.
- Írta: Robert Bielak
- Rendezte: George Mendeluk

## 02-09: Pokoli tűz
- Eredeti bemutató: 1995. november 13.
- Írta: Scott Smith Miller
- Rendezte: Timothy Bond

## 02-10: Az óriás árnyékában
- Eredeti bemutató: 1995. november 20.
- Írta: John Schulian
- Rendezte: John T. Kretchmer

## 02-11: Út Hádészhoz
- Eredeti bemutató: 1995. november 27.
- Írta: Robert Bielak
- Rendezte: T.J. Scott

## 02-12: Az igazmondás kardja
- Eredeti bemutató: 1996. január 15.
- Írta: Steven Baum
- Rendezte: Garth Maxwell

## 02-13: A hóhér
- Eredeti bemutató: 1996. január 22.
- Írta: Nelson Costello
- Rendezte: T.J. Scott

## 02-14: Volt egyszer egy hős
- Eredeti bemutató: 1996. február 5.
- Írta: Robert Bielak, John Schulian
- Rendezte: Robert Bielak, John Schulian

## 02-15: Gondtalan szívek
- Eredeti bemutató: 1996. február 12.
- Írta: Robert Bielak
- Rendezte: Peter Ellis

## 02-16: Kezdődhet a játék!
- Eredeti bemutató: 1996. február 19.
- Írta: John Schulian
- Rendezte: Gus Trikonis

## 02-17: Az alma
- Eredeti bemutató: 1996. február 26.
- Írta: Steven Baum
- Rendezte: Kevin Sorbo

## 02-18: Az ígéret
- Eredeti bemutató: 1996. március 4.
- Írta: Michael Marks
- Rendezte: Stewart Main

## 02-19: Egynapos király
- Eredeti bemutató: 1996. március 18.
- Írta: Patricia Manney
- Rendezte: Anson Williams

## 02-20: Proteuszi kihívás
- Eredeti bemutató: 1996. április 22.
- Írta: Brian Herskowitz
- Rendezte: Oley Sassone

## 02-21: Alkméné esküvője
- Eredeti bemutató: 1996. április 29.
- Írta: John Schulian
- Rendezte: Timothy Bond

## 02-22: A hipnózis
- Eredeti bemutató: 1996. május 6.
- Írta: Nelson Costello
- Rendezte: Charlie Haskell

## 02-23: Utazás a kentaurhoz
- Eredeti bemutató: 1996. május 13.
- Írta: Robert Bielak
- Rendezte: Stephen L. Posey

## 02-24: Emlékek barlangja
- Eredeti bemutató: 1996. június 24.
- Írta: John Schulian, Robert Bielak
- Rendezte: Gus Trikonis